# Albino Carbognani
Albino Carbognani (Parma, 1965) è un astrofisico italiano.

## Biografia
Conseguiti la laurea e il dottorato in fisica presso l'Università degli Studi di Parma, dal 2007 al 2019 ha lavorato come ricercatore presso l'Osservatorio astronomico della Regione Autonoma Valle d'Aosta dove si è occupato di osservazioni astrometriche e fotometriche di asteroidi con particolare attenzione a quelli ad elevata velocità di rotazione. Per il lavoro sugli asteroidi near-Earth, nel 2013 ha vinto lo Shoemaker NEO Grant della Planetary Society.
Fra il 2010 e il 2011 ha lavorato per alcuni mesi all’Osservatorio Astronomico della Costa Azzurra (Francia), occupandosi della simulazione numerica dei modelli ellissoidali di asteroidi ottenibili con i dati della missione spaziale Gaia dell’ESA.
Dal 2019 è ricercatore dell’INAF-Osservatorio di Astrofisica e Scienza dello Spazio di Bologna per un progetto sul monitoraggio dei detriti spaziali con telescopi ottici dal suolo.
Il Minor Planet Center lo accredita per la scoperta degli asteroidi 335853 Valléedaoste,effettuata il 7 settembre 2007, e 613813 Svevastallone.
Gli è stato dedicato l'asteroide 27269 Albinocarbognani.